# Gyldent Daggry
Gyldent Daggry (græsk: Χρυσή Αυγή; (udtale: [xriˈsi avˈʝi]?) Hrisi Avji) er en stærkt højreorienteret kriminel organisation og et politisk parti i Grækenland, ledet af Nikolaos Mihaloliakos (græsk: Νικόλαος Μιχαλολιάκος, født 1957). Organisationen giver på det kraftigste udtryk for sin modstand mod ukontrolleret indvandring og sin militarisme. Den udtrykker også sin sympati med det totalitære, fascistiske regime ledet af Ioannis Metaxas i 1930'erne. Partiet definerer sig selv som et "folkets nationalistbevægelse" og som kompromisløse nationalister.

## Ideologi
Lederen er egenrådig. Dets politiske modstandere kalder ofte partiet for "nynazistisk", blandt andet på grund af symbolet, der bæres i form af en tatovering på overarmen af et parlamentsmedlem valgt i Magnisia, Panajiotis Iliopulos, hvor mæandersymbolet ledsages af ordene "Sieg Heil" Ledelsen er beskyldt for at være holocaust-benægtere, og medlemskab er kun muligt for ariere og folk af græsk slægt, det vil sige med "spartansk blod".

## Historie
Bevægelsen opstod i 1980-erne men blev først registreret som parti i 1993.
Bevægelsen har været involveret i en række voldsepisoder, rangerende fra hooliganvold, til angreb på og tortur af flygtninge og indvandrere og medlemmer af venstrefløjspartier. De beskrives af menneskerettighedsorganisationen "Human rights first" som værende det mest voldsparate af de Europæiske højrenationalistiske partier og bevægelser. I 2012 slog en Gyldent Daggry talsmand Ilias Kasidaris det kommunistiske parlamentsmedlem Liana Kanelli på live TV. Den 28. september 2013 blev flere af de centrale personer i Gyldent Daggry, der i blandt Nikos Michaloliakos arresterede og sigtede for at have oprettet en "kriminel organisation". Dette skete som følge af en efterforskning af drabet på rapperen, og anti-fascisten Pavlos Fyssas.
Partiet og dets hovedkvarterer har også været udsat for angreb af antifascistiske organisationer, herunder flere bombeangreb.

## Valgresultater

### Grækenlands Parlament
| Valg           | Grækenlands parlament | Grækenlands parlament | Grækenlands parlament | Grækenlands parlament | Grækenlands parlament | Rank   | Status         | Formand                |
| Valg           | Stemmer               | %                     | +/- %                 | Mandater              | +/−                   | Rank   | Status         | Formand                |
| -------------- | --------------------- | --------------------- | --------------------- | --------------------- | --------------------- | ------ | -------------- | ---------------------- |
| 1996           | 4,537                 | 0.1                   | N/A                   | 0 / 300               | N/A                   | Nr. 14 | Ingen mandater | Nikolaos Michaloliakos |
| 2009           | 19,636                | 0.3                   | N/A                   | 0 / 300               | N/A                   | Nr. 10 | Ingen mandater | Nikolaos Michaloliakos |
| Maj 2012       | 440,966               | 7.0                   | +6.7                  | 21 / 300              | 21                    | Nr. 6  | Opposition     | Nikolaos Michaloliakos |
| Juni 2012      | 426,025               | 6.9                   | -0.1                  | 18 / 300              | 3                     | Nr. 5  | Opposition     | Nikolaos Michaloliakos |
| Januar 2015    | 388,387               | 6.3                   | -0.6                  | 17 / 300              | 1                     | Nr. 3  | Opposition     | Nikolaos Michaloliakos |
| September 2015 | 379,581               | 7.0                   | +0.7                  | 18 / 300              | 1                     | Nr. 3  | Opposition     | Nikolaos Michaloliakos |
| 2019           | 165,709               | 2.9                   | -4.1                  | 0 / 300               | 18                    | Nr. 7  | Ingen mandater | Nikolaos Michaloliakos |

1. 1 2 3 4  Gyldent Daggry havde ikke deltaget i tidligere valg.

### Europaparlamentet
| Europa-parlamentet | Europa-parlamentet | Europa-parlamentet | Europa-parlamentet | Europa-parlamentet | Europa-parlamentet | Europa-parlamentet | Europa-parlamentet     |
| Valg               | Stemmer            | %                  | ± %                | Mandater           | +/−                | Rank               | Formand                |
| ------------------ | ------------------ | ------------------ | ------------------ | ------------------ | ------------------ | ------------------ | ---------------------- |
| 1994               | 7,242              | 0.1%               | New                | 0 / 25             | n/a                | Nr. 19             | Nikolaos Michaloliakos |
| 2009               | 23,566             | 0.5%               | New                | 0 / 22             | Uændret            | Nr. 12             | Nikolaos Michaloliakos |
| 2014               | 536,913            | 9.4%               | +8.9               | 3 / 21             | 3                  | Nr. 3              | Nikolaos Michaloliakos |
| 2019               | 275,821            | 4.9%               | -4.51              | 2 / 21             | 1                  | Nr. 5              | Nikolaos Michaloliakos |

Gyldent Daggry fik ved valget i 2009 kun 0,29 % af stemmerne.
Ved valget i maj 2012 fik partiet 21 mandater, og kom dermed i parlamentet for første gang. Ved valget i juni 2012 fik partiet 425.980 stemmer, dette svarer til 6,92 %, og det gav 18 mandater.
Ved valget til Europaparlamentet i 2014 opnåede Gyllent Daggry 2 af Grækenlands 21 repræsentanter.
Ved parlamentsvalget i januar 2015 fik partiet 388.383 stemmer svarende til 6,3% og 17 pladser. Ved valget til parlamentet i september 2015 fik partiet 379.581 stemmer svarende til 6,99 % og 18 mandater.